# Shaye Al-Nafisah
Shaye Al-Nafisah (en arabe : شايع النفيسة ), né le 20 mars 1962 à Al Khardj et mort le 15 janvier 2023 dans la même ville, est un footballeur saoudien ayant joué au poste d'attaquant. Il rejoint Al-Kawkab dans sa jeunesse en 1977 et joue en équipe première un an plus tard. Il passe toute sa carrière à Al-Kawkab et rejette les offres de nombreuses équipes de premier plan telles que Al-Hilal et Al-Nassr. Al-Nafisah prend sa retraite à l'âge de 28 ans en raison de blessures récurrentes. Il participe avec l'équipe nationale d'Arabie saoudite à la Coupe d'Asie des nations 1984, inscrivant le premier but de la finale victorieuse.

## Biographie
Shaye Al-Nafisah est né à Al Khardj, en Arabie saoudite, le 20 mars 1962. Il rejoint Al-Kawkab au milieu des années 1970 et participe à la fois aux équipes de natation et de football. Il a dû ensuite choisir de continuer dans le football ou la natation car les deux horaires des clubs entraient en conflit. Al-Nafisah a finalement choisi de poursuivre une carrière dans le football.
À la fin des années 1970, des scouts de l'agence Jimmy Hill se rendent à Al Khardj pour assister à un match entre les équipes de jeunes d'Al-Kawkab et d'Al-Sharq . Les talents d'Al-Nafisah ont surpris les scouts alors qu'il menait son équipe à une victoire 5-0, qui envoient un rapport aux entraîneurs de l'équipe nationale saoudienne. Il est alors sélectionné pour la Coupe du Golfe 1979. Al-Nafisah ne fait pas d'apparition dans le tournoi qui voit les Faucons terminer à la 3e place. Al-Nafisah devient un habitué de l'équipe nationale au début des années 1980 et est appelé pour les Coupes du Golfe de 1982 et 1984.
Bien qu'il joue pour l'équipe de deuxième division Al-Kawkab, Al-Nafisah fait partie de l'équipe nationale pour la Coupe d'Asie des nations 1984. Al-Nafisah marque le premier but de la finale contre la Chine. Les Faucons gagnent le match 2-0 pour remporter leur premier titre en Coupe d'Asie. Des années plus tard, Al-Nafisah déclare qu'il ne s'attendait pas à commencer la finale et était incrédule lorsque Khalil Al-Zayani a crié son nom en lisant la composition. Al-Nafisah déclare aussi qu'il avait dit le soir du match à son coéquipier Abdullah Al-Deayea qu'il marquerait contre la Chine. Ses performances dans le tournoi conduisent Al-Nafisah à la célébrité, recevant de nombreuses offres de grands clubs tels que Al-Hilal et Al-Nassr. Al-Nafisah rejette leurs offres, préférant rester à Al-Kawkab pour rester proche de sa famille,.
Al-Nafisah passe toute sa carrière à Al-Kawkab et mène l'équipe à sa toute première promotion en Premier League saoudienne en 1985. Il mene Al-Kawkab à deux promotions en Premier League en 1985 et 1987. En 1990, Al-Nafisah souffre d'une rupture de ligament croisé et subit une intervention chirurgicale. Peu de temps après son retour de blessure, Al-Nafisah se blesse de nouveau au même genou et subit une nouvelle intervention chirurgicale. Il décide de prendre sa retraite après s'être blessé au même genou pour la troisième fois,.
Al-Nafisah meurt le 15 janvier 2023, à l'âge de 60 ans.

## Palmarès

### Avec Al-Kawkab
- Deuxième division saoudienne : Champion en 1986–87
- Troisième division saoudienne : Champion en 1978–79

### Avec l'équipe d'Arabie saoudite
- Coupe d'Asie des nations  : Vainqueur en 1984
- Jeux asiatiques : Médaillé de bronze en 1982